# 13th Maryland Infantry
Le 13th Maryland Infantry est un régiment d'infanterie de l'État du Maryland qui a combattu dans l'armée de l'Union pendant la guerre de Sécession. 

## Service
Le 13th Maryland Infantry est créé par changement d'appellation du 1st Maryland Infantry, Potomac Home Brigade en date du 8 avril 1865.
Sous sa première appellation, le régiment est organisé du 15 août au 13 décembre 1861, pour un service de 3 ans. Le premier commandant du régiment est William P. Maulsby. Les hommes sont recrutés à partir des comtés de Frederick, de Washington, de Carroll, de Baltimore. Il entre au service des États-Unis durant l'été 1861.
Le régiment est initialement affecté à la division de Banks jusqu'au 4 avril 1862. Ensuite, il est affecté au département du milieu jusqu'au 2 juillet 1863. Il rejoint alors le XIIe corps et y est affecté jusqu'au 17 juillet 1863. Ensuite, le régiment est affecté au département de la Susquehanna jusqu'au 3 août 1863 et au département de Virginie-Occidentale jusqu'au 29 mai 1865.

## Service détaillé
Le régiment est à la garde du chemin de fer jusqu'en mars 1862. Il part ensuite pour Winchester du 7 au 12 mars 1862. Il est à Strasburg où il garde le chemin de fer de Baltimore et de l'Ohio jusqu'en mai. Il se concentre ensuite à Harper's Ferry le 24 mai 1862 et participe à une action à Loudon Heights le  27 mai 1862. Il participe aux défenses de Harper's Ferry du 28 au 30 mai 1862 et ensuite garde le chemin de fer de Baltimore et de l'Ohio jusqu'en septembre. Il participe à une action à Moocacy Aqueduct le 4 septembre puis le lendemain à une escarmouche de Poolesville. Il se concentre à Sandy Hook et marche sur Harper's Ferry et participe au siège de Harper's Ferry du 12 au 15 septembre 1862, le premier jour étant à Maryland Heights et les deux suivants à Harper's Ferry. Le régiment se rend le 15 septembre et est libéré sur parole le lendemain. Il est envoyé à Annapolis au Maryland et lorsque l'échange formel a lieu, il est affecté sur le Potomac au sud du Maryland jusqu'en juin 1863. Il est à Martinsburg le 14 juin puis à Point Lookout. Il est affecté à la brigade de Lockwood et marche vers Gettysburg, en Pennsylvanie, du  25 juin au 2 juillet 1863 où il participe aux combats les deux derniers jours. Il participe à la poursuite de Lee  du 5 au 24 juillet 1863. Il est en service de garde du chemin de fer de Baltimore et de l'Ohio au Maryland et en Virginie jusqu'en mai 1864. Il participe aux opérations contre le raid d'Early au Maryland en juin et juillet. Il participe à une escarmouche à Duffield Station  le 29 juin et à la bataille de Monocacy le 9 juillet 1864. Il part de  Monocacy pour Harper's Ferry et y est en service dans le district jusqu'en avril 1865. Il est libéré d'août à décembre 1864. Il est recomplété jusqu'à son effectif complet et sa désignation change en 13th Maryland Infantry le 8 avril 1865.

## Combats
Au cours de son activité, le régiment a participé aux combats suivants :
- Escarmouche de London Heights, 27 mai 1862
- Escarmouche à Monocacy Aqueduct, 4 septembre 1862
- Escarmouche à Poolesville, 5 septembre 1862
- Action à Maryland Heights, 13 septembre 1862
- Défenses de Harper's Ferry, les 14 au 15 septembre 1862
- Bataille de Gettysburg, les 2 au 3 juillet 1863
- Escarmouche à Duffield's Station, 29 juin 1864
- Bataille de Monocacy Junction, 9 juillet 1864